# Грушківська сільська рада (Хорошівський район)
Грушківська сільська рада — колишня адміністративно-територіальна одиниця та орган місцевого самоврядування у Хорошівському (Кутузівському, Володарському, Володарсько-Волинському) районі Коростенської і Волинської округ, Київської й Житомирської областей Української РСР та України з адміністративним центром у селі Грушки.

## Населені пункти
Сільській раді були підпорядковані населені пункти:
- с. Грушки
- с. Грабняк

## Населення
Кількість населення ради, станом на 1923 рік, становила 1 842 особи, кількість дворів — 319.
Кількість населення сільської ради, станом на 1924 рік, становила 1 842 особи.
Відповідно до результатів перепису населення СРСР, кількість населення ради, станом на 12 січня 1989 року, становила 1 333 особи.
Станом на 5 грудня 2001 року, відповідно до перепису населення України, кількість мешканців сільської ради становила 603 особи.

## Склад ради
Рада складалася з 12 депутатів та голови.

## Керівний склад сільської ради
| ПІБ                       | Основні відомості                                                 | Дата обрання | Дата звільнення |
| ------------------------- | ----------------------------------------------------------------- | ------------ | --------------- |
| Бахур Світлана Миколаївна | Сільський голова, 1960 року народження, освіта, позапартійна      | 26.03.2006   | 31.10.2010      |
| Бахур Світлана Миколаївна | Сільський голова, 1960 року народження, освіта вища, позапартійна | 31.10.2010   |                 |

## Історія
Створена 1923 року в складі с. Грушки та колоній Грушки й Софіївка Кутузівської волості Житомирського повіту Волинської губернії. 7 березня 1923 року увійшла до складу новоствореного Кутузівського (згодом — Володарський, Володарсько-Волинський, Хорошівський) району Коростенської округи. 24 серпня 1923 року колонії Грушки й Софіївка передані до складу новоствореної Березівської сільської ради Кутузівського району.
Станом на 1 вересня 1946 року сільська рада входила до складу Володарсько-Волинського району Житомирської області, на обліку в раді перебувало с. Грушки. Станом на 10 лютого 1952 року на обліку в раді перебуває хутір Грабняк.
Ліквідована 11 серпня 1954 року, внаслідок виконання указу Президії Верховної ради УРСР «Про укрупнення сільських рад по Житомирській області», територію та населені пункти передано до складу Березівської сільської ради Володарсько-Волинського району. Відновлена 12 серпня 1974 року, відповідно до рішення Житомирського облвиконкому № 342 «Про зміни в адміністративно-територіальному поділі окремих районів області в зв'язку з укрупненням колгоспів», шляхом перенесення центру Березівської сільської ради до с. Грушки, з відповідним перейменуванням ради, з підпорядкуванням сіл Березівка, Полівська Гута, Софіївка, Торчин Березівської сільської ради та Давидівка ліквідованої Давидівської сільської ради Володарсько-Волинського району.
19 січня 1981 року, відповідно до рішення Житомирського ОВК «Про внесення змін в адміністративно-територіальний поділ окремих районів», с. Софіївка зняте з обліку. 26 червня 1992 року села Березівка, Полівська Гута і Торчин передані до складу відновленої Березівської сільської ради Володарсько-Волинського району.
Ліквідована 27 грудня 2016 року через об'єднання до складу Хорошівської селищної територіальної громади Хорошівського району Житомирської області.